# Томас Моубрей, 1-й герцог Норфолк
Томас де Моубрей (англ. Thomas de Mowbray; 22 березня 1366 — 22 вересня 1399) — 6-й барон Моубрей і 7-й барон Сегрейв з 1382, 1-й граф Ноттінгем з 1383, 3-й граф Норфолк з 1398, 1-й герцог Норфолк з 1398, маршал Англії в 1386—1398, капітан Кале в 1391—1398, кавалер Ордена Підв'язки з 1383 року. Англійський воєначальник, син Джона де Моубрея, 4-го барона Моубрея, і Елізабет де Сегрейв. Він був одним з п'яти лордів-апелянтів, які узурпували владу в Англії в 1388 році. Але пізніше примирився з королем і в 1397 році брав участь у розправі над трьома лордами-апелянтами. У 1398 році, після сварки з Генрі Болінгброком, Томас був звинувачений у зраді та довічно висланий з Англії. Після того як Генрі Болінгброк став в 1399 році королем Англії (під ім'ям Генріх IV), герцогський титул був конфіскований у Томаса. Незабаром після цього він помер в Італії від чуми.

## Життєпис

### Дитинство
Томас народився в 1366 році. Він походив зі знатного англо-нормандського роду Моубреїв і був другим сином Джона де Моубрея, 4-го барона Моубрея, і Елізабет де Сегрейв. Його бабуся з боку матері, Маргарет Норфолкська, була онукою короля Англії Едуарда I. Своє ім'я, яке раніше в роду не зустрічалося, Томас отримав на честь святого Томаса Кентерберійського.
Томас рано втратив батьків, а в 1380 році помер його 15-річний старший брат Джон де Моубрей, 1-й граф Ноттінгем, після чого Томас успадкував родові володіння, а також титул барона Моубрей, з яким був злитий титул барона Браоз. Також через матір ним був успадкований титул барона Сегрейв, який при нащадках Томаса перестав використовуватися. Крім того, він став основним спадкоємцем бабусі, графині Норфолк, яка володіла великими землями роду Біго — перш за все в Норфолку, Саффолку, Лестерширі та Ворикширі.

### Фаворит короля
Бувши трохи старше свого родича, малолітнього короля Річарда II, Томас став його фаворитом. Він був досить гарний, але не володів якимись певними здібностями. На думку хроністів, наближені, якими себе оточив король, погано впливали на нього. Хроніст Томас Волсингем повідомляє, що вони були «лицарями швидше Венери, а не Беллони», завдяки чому він перейняв жіночі звички та не займався чоловічими заняттями на кшталт полювання. Фаворитів найбільше турбувало власний добробут, причому їх відрізняли жадібність і легковажність.
Своїх наближених Річард II щедро обсипав милостями. Томас отримав посаду камергера, а 10 лютого 1383 року для нього було відновлено титул графа Ноттінгема, який носив його покійний брат. Вперше з титулом графа Ноттінгема в парламент Томас був викликаний 26 жовтня 1383 року. У тому ж році, після смерті сера Джона Барлі, Томас став замість нього кавалером Ордена Підв'язки.
У 1385 році Томас брав участь у шотландському поході Річарда II. Перед його початком, 30 Червня, Томас отримав посаду маршала Англії, яким свого часу володів його прадід, Томас Бразертон, 1-й граф Норфолк.
Однак поступово Томас набрид королю, та й те, що Моубрей одружився з дочкою Річарда Фіцалана, 11-го графа Арундела, якого Річард не виносив, зіграло свою роль. Томас перестав бути фаворитом, його місце зайняв далекий родич короля Роберт де Вер, 9-й граф Оксфорд.

### Лорд-апелянт
У 1387 році Томас брав участь у морських боях проти Франції та Кастилія. У тому ж році він приєднався до лордів-апелянтів — кількох знатних лордів, які були незадоволені діями фаворитів короля. До їх складу спочатку входили: тесть Томаса — граф Арундел; дядько короля Томас Вудсток, герцог Глостер; Томас де Бошан, 12-й граф Ворік. Арундел, Глостер і Йорк сховалися в Волтем-Кроссі (Хартфордшир), куди до них стали стікатися прихильники. Коли 14 листопада до них прибули 8 членів «Великої Постійної ради», лорди пред'явили апеляцію (лат. accusatio) на дії фаворитів короля — канцлера Майкла де ла Поля, графа Саффолка; графа Оксфорда; Александра Невілла, архієпископа Йоркського; верховного судді Роберта Тресиліана і колишнього мера Лондона сера Ніколаса Брембра. У відповідь посланці запросили лордів до Вестмінстеру на зустріч з королем.
17 листопада лорди-апелянти зустрілися з королем в Вестмінстер-Холі. Однак вони не розпускали свою армію і діяли з позиції сили, зажадавши від короля арешту фаворитів і суду над ними на наступному засіданні парламенту. Король погодився, призначивши слухання на 3 лютого 1388 року. Однак він не поспішав задовольняти вимоги апелянтів, не бажаючи влаштовувати суд над своїми наближеними, які втекли.
Незабаром лорди-апелянти дізналися про те, що король їх обдурив. Судові накази, які були випущені від його імені парламенту, закликали всіх забути про чвари. У підсумку апелянти знову почали активні дії. Саме в цей період до апелянтів приєднався Томас, а також Генрі Болінгброк, граф Дербі, син і спадкоємець Джона Гонта, герцога Ланкастера, дядька короля.
19 грудня армія апелянтів підстерегла графа Оксфорда, який повертався з Нортгемптона близько Рэдкот Бриджу. Люди, які супроводжували Оксфорда, були схоплені, а сам він зміг втекти та потім перебратися до Франції, де і прожив решту років свого життя.
Після цієї битви примирення апелянтів з королем вже бути не могло. Після Різдва наприкінці грудня армія заколотників підійшла до Лондона. Переляканий король сховався в Тауері та почав через посередництво архієпископа Кентерберійського вести переговори з апелянтами. Однак ті на поступки йти не хотіли та заявили про можливе скинення короля. Бажаючи будь-яким способом зберегти корону, Річард здався. Він видав нові судові накази для парламенту, а також наказав шерифам затримати п'ятьох втікачів, доставивши їх для суду.
3 лютого 1388 року в Вайтголлі Вестмінстерського палацу зібрався парламент, який увійшов в історію під назвою «Безжальний». В результаті його роботи четверо фаворитів короля були засуджені до страти. Двоє, Оксфорд і Саффолк, встигли втекти, але Брембр і Тресіліан були під натиском апелянтів страчені. Архієпископу Йоркському, як духовній особі, зберегли життя, але всі його володіння і майно були конфісковані. Також було страчено кілька менш знатних соратників короля. Королева Анна благала зберегти життя Саймону Барлі, однак безрезультатно. Всього було страчено 8 осіб. Крім того, низку наближених короля було вигнано з Англії.
Після того як парламент був розпущений, король протягом року намагався поводитися тихо. Все управління Англією знаходилося в руках лордів-апелянтів. Але 3 травня 1389 Річард, якому до того моменту виповнилося 22 роки, повідомив Раді, що він вже дорослий, не повторить помилки, вчинені в юнацтві, тому він готовий правити країною самостійно. Апелянти, вирішивши, що урок король засвоїв, дозволили королю здобути деяку незалежність, оскільки у них не було бажання правити за нього все життя. Хоча Річарду все одно належало керувати країною через Раду.

### Наступні роки
Томас, як і інші лорди-апелянти, не був включений до складу нової королівської Ради. 11 травня він був призначений до складу комісії, яка повинна була домовлятися про перемир'я з Шотландією. Оскільки Томас мав великі володіння в Північній Англії, то 1 липня він був призначений Хранителем Східних Шотландських марок, капітаном Беріка і констеблем замку Роксборо. У середині вересня Моубрей разом з Болінгброком знову увійшов до складу королівської ради.
Але поступово Томас став віддалятися від інших лордів-апелянтів, крім Болінгброка. Король же, своєю чергою, прагнув наблизити до себе колишнього друга. 15 Жовтня 1389 року Річард II підтримав Томаса в його сварці з канцлером з приводу призначення великого пенсіона Моубрею.
У 1391 році Томас замість поста Хранителя Шотландських марок був призначений капітаном Кале. У листопаді 1392 посада була підтверджена на 6 років, крім того, капітану Кале додатково були передані функції королівського лейтенанта в Пікардії, Фландрії та Артуа.
У березні 1394 року Томас був призначений головою суду Північного Уельсу, а два місяці по тому — головою суду Честера і Флінту. У вересні того ж року Томас у складі королівської армії вирушив у похід до Ірландії. Після повернення звідти в 1395 році він брав участь в англійському посольстві до Франції для переговорів з королем Карлом VI про тривале перемир'я і про шлюб Річарда II з Ізабеллою Французькою. Пізніше, в жовтні 1396 року, Моубрей був присутній на одруженні Річарда II та Ізабелли в Кале.
У січні 1397 року на засіданні парламенту за Томасом Моубреєм на знак визнання його заслуг посада маршала була закріплена як спадкова в його потомстві. Тоді ж Томас отримав манор Гроуер. Ще в 1352 році Томас де Бошан, 11-й граф Ворік, в суперечці за нього з Моубреями отримав визнання своїх прав, проте тепер колишнє рішення було скасовано, а Гроуер був відібраний у графа Воріка і переданий графу Ноттінгему. З кінця лютого до кінця червня Томас в Англії був відсутній, але повернувся якраз вчасно, щоб взяти участь у розправі Річарда II з трьома лордами-апелянтами.
У 1397 році король посварився з трьома лордами-апелянтами — Арунделом, Глостером і Воріком. Двоє інших колишніх лордів-апелянтів, Моубрей і Болінгброк, підтримали короля. У липні 1397 року Арундел, Глостер і Уорік були заарештовані та поміщені під варту в різних замках. Герцог Глостер був доручений турботам Томаса, який був капітаном Кале. 17 вересня 1397 року у Вестмінстері зібрався парламент, який став своєрідним дзеркальним відображенням «Безжального парламенту», але тепер обвинуваченими були колишні обвинувачі Глостер, Арундел і Ворік. Порядок судового розгляду був тим же, що і 9 років тому. В якості апелянтів виступили 8 лордів. В результаті Арундел був страчений, а Томас особисто був присутній при страті тестя, причому хроніст Жан Фруассар повідомляє, що Моубрей зав'язав очі Арунделу та особисто привів наказ у виконання. Уоріку король замінив страту вигнанням. А Глостер, як з'ясувалося, був убитий в Кале, губернатором якого був Томас. Ніхто не сумнівався, що вбивство сталося за наказом короля, але пізніше саме Томаса звинувачували в тому, що він убив герцога.

### Конфлікт з Болінгброком і вигнання

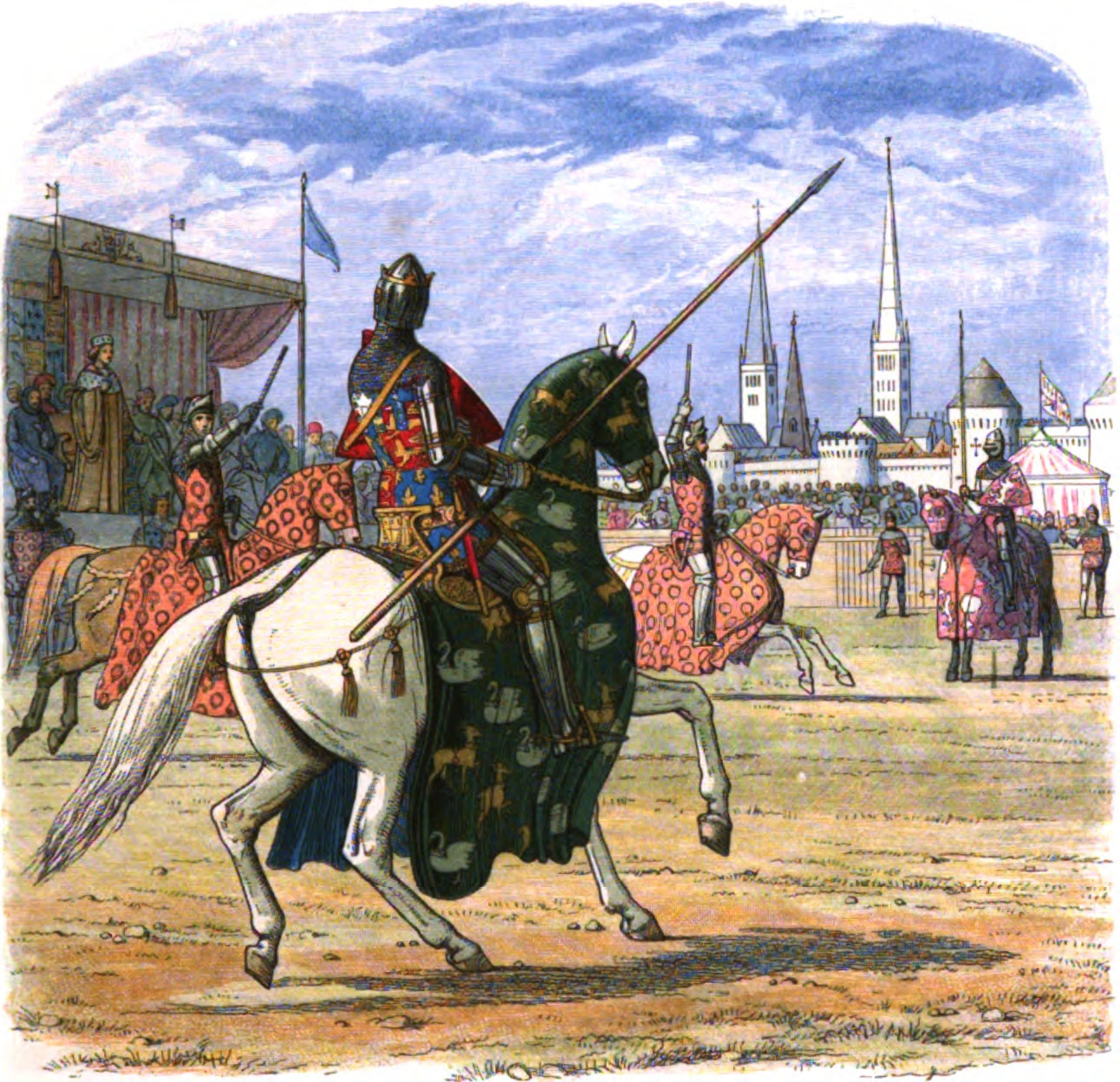
Король Річард II зупиняє поєдинок між Моубреєм і Болінгброком. Ілюстрація з «Хронік Англії» (1864 рік)

Після розправи над лордами-апелянтами король винагородив своїх прихильників. Серед нагороджених опинився і Томас, який 28 вересня отримав частину володінь Арунделів — манор Льюїс і всі володіння в Сассексі та Сурреї, крім Рейгейта, а також сімнадцять манорів графа Воріка в Мідлендсі. Крім того, 29 вересня він отримав титули графа і герцога Норфолка. Одночасно титул герцогині Норфолка довічно отримала його бабуся, Маргарет Норфолк. До парламенту 29 січня 1398 Томас був викликаний вже як герцог Норфолк.

Але вже 30 січня Генрі Болінгброк, який отримав титул герцога Херефорда, звинуватив Томаса Моубрея в тому, що той готує змову проти короля, побоюючись розправи за участь у заколоті лордів-апелянтів. Невідомо, наскільки були обґрунтовані звинувачення, проте не виключено, що Моубрей міг побоюватися мстивості короля. Але король призначив спеціальну комісію з 18 осіб для розслідування змови. Комісія зібралася 29 квітня у Віндзорському замку, де перед нею постали Моубрей і Болінгброк. Томас відмовився визнати, що він замишляв щось проти короля — за його словами це було, але давно, і він отримав на це королівське прощення. Але Болінгброк наполягав на своєму, звинувативши Моубрея в тому, що той давав королю погані поради й винен у багатьох бідах королівства, в тому числі й у вбивстві герцога Глостера, і запропонував підтвердити свою правоту судовим поєдинком.

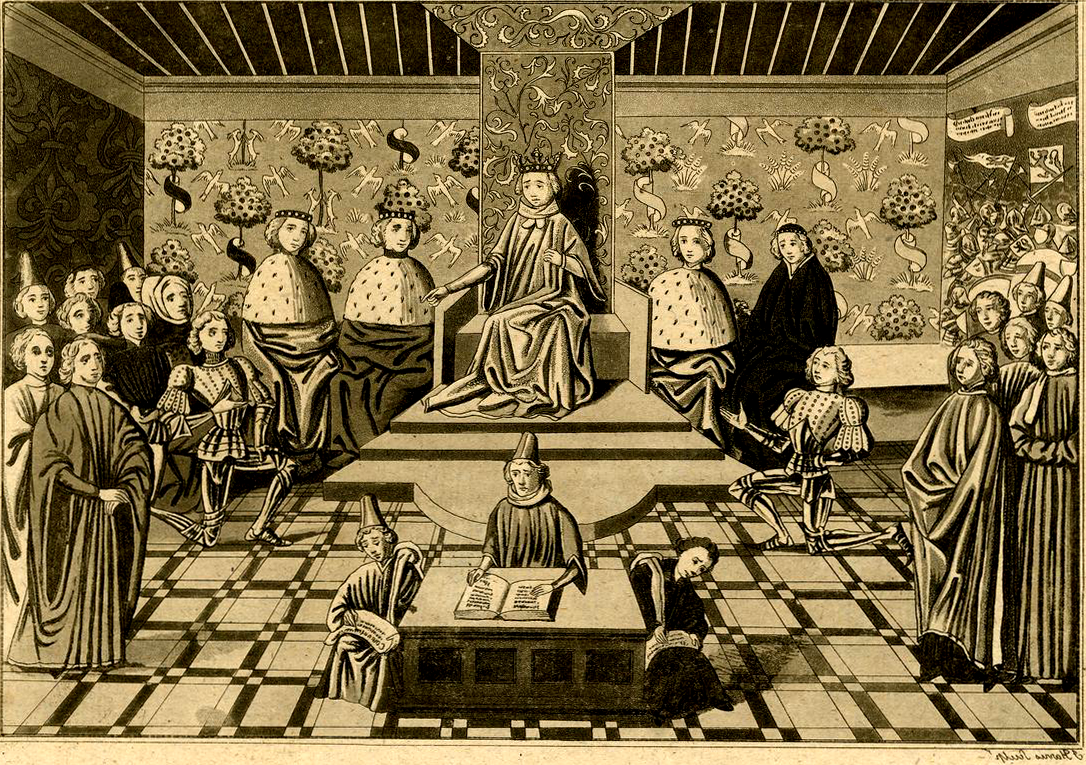
Король Річард II виганяє з країни Генрі Болінгброка та Томаса Моубрея (лицар праворуч). Копія мініатюри з Хроніки Жана Фруассара

Поєдинок був призначений на 17 вересня в Ковентрі. На нього з'їхалися пери, лицарі та дами з різних куточків Англії. Був відсутній тільки Джон Гонт, який після засідання парламенту в Шрусбері пішов на спокій — за повідомленням Фруассара — через хворобу, яка в підсумку привела його до смерті. Публіка зустріла обох герцогів вітальними криками, причому Болінгброка вітала більш голосно. Але тут несподівано втрутився Річард. Він не любив свого двоюрідного брата і побоювався, що ймовірна перемога герцога Херефорда зробить його найпопулярнішою людиною в країні. І він зупинив поєдинок, кинувши свій жезл. Було оголошено, що жоден з герцогів не отримає Божественного благословення, і обидва виганялися з Англії: Болінгброк на 10 років, а Моубрей — довічно. Всі отримані Томасом володіння Арундела та Уоріка були конфісковані, так само як і посади маршала і капітана Кале.
19 жовтня Томас відплив з Англії. Ймовірно, він вирушив до Італії — 18 лютого 1399 він був у Венеції. Там він і помер 22 вересня того ж року від чуми. Є повідомлення, що перед цим він відвідав Святу Землю. Поховали Томаса у венеціанському абатстві Святого Якова. Володіння і титули, що залишилися, крім титулу герцога Норфолка, якого Томаса позбавив Болінгброк після захоплення влади та коронації під ім'ям Генріха IV, успадкував старший син Томас.

## В культурі
Томас Моубрей є одним з основних персонажів історичної хроніки Вільяма Шекспіра «Річард II». У ній в тому числі висвітлюються події, пов'язані зі звинуваченням Болінгброком Моубрея в зраді, а також історія з поєдинком і подальшим вигнанням Моубрея і Болінгброка. При цьому причини та сам характер зіткнення між Моубреем і Болінгброком повністю не розкриваються, в розрахунку на те, що глядачі знайомі з низкою історичних фактів.
У 2012 році вийшов англійський телевізійний фільм «Річард II», що є частиною циклу «Порожня корона» зробленого на основі історичних п'єс Вільяма Шекспіра. Сам фільм є екранізацією однойменної п'єси англійського драматурга. Роль Томаса Моубрея в ньому виконав британський актор Джеймс Пюрфой.

## Родина
1 Дружина (з 1383) — Елізабет Ле Стрейндж (бл. 1374—1383), 6-а баронеса Стрейндж з Блекмера, дочка Джона Ле Стрейнджа, 5-го барона Стрейнджа з Блекмера, та Ізабелли де Бошан.
Діти: не було.
2 Дружина (з 1384) — Елізабет Фіцалан (бл. 1366—1425), дочка Річарда Фіцалана, 11-го графа Арундела, і Елізабет Богун, вдова сера Вільяма де Монтегю.
Діти:
- Томас Моубрей (1385—1405) — 4-й граф Норфолк і 2-й граф Ноттінгем, 7-й барон Моубрей і 8-й барон Сегрейв, маршал Англії з 1399 року[9].
- Маргарет Моубрей (бл. 1388-після 1437); чоловік: з 1417 року сер Роберт Говард (бл. 1384/1385 — 1436); їх нащадками були герцоги Норфолк з дому Говардов[9].
- Джон Моубрей (1392 —1432) — 5-й граф Норфолк і 3-й граф Ноттінгем, 8-й барон Моубрей і 9-й барон Сегрейв, маршал Англії з 1405, 2-й герцог Норфолк з 1425 року[9].
- Ізабелла Моубрей (помер 1452) — 1-й чоловік: раніше 13 липня 1416 сер Генрі Феррерс (помер до 1423); 2-й чоловік: з бл. 1423/1424 Джеймс де Берклі (бл. 1394—1463), 1-й барон Берклі[9].
- Елізабет Моубрей (розум. після 1423) — чоловік: раніше 24 листопада 1403 Майкл Де Ла Поль (бл. 1394/1395 — 25 жовтня 1415), 3-й граф Саффолк[9].